# Cazuela de pollo y arroz

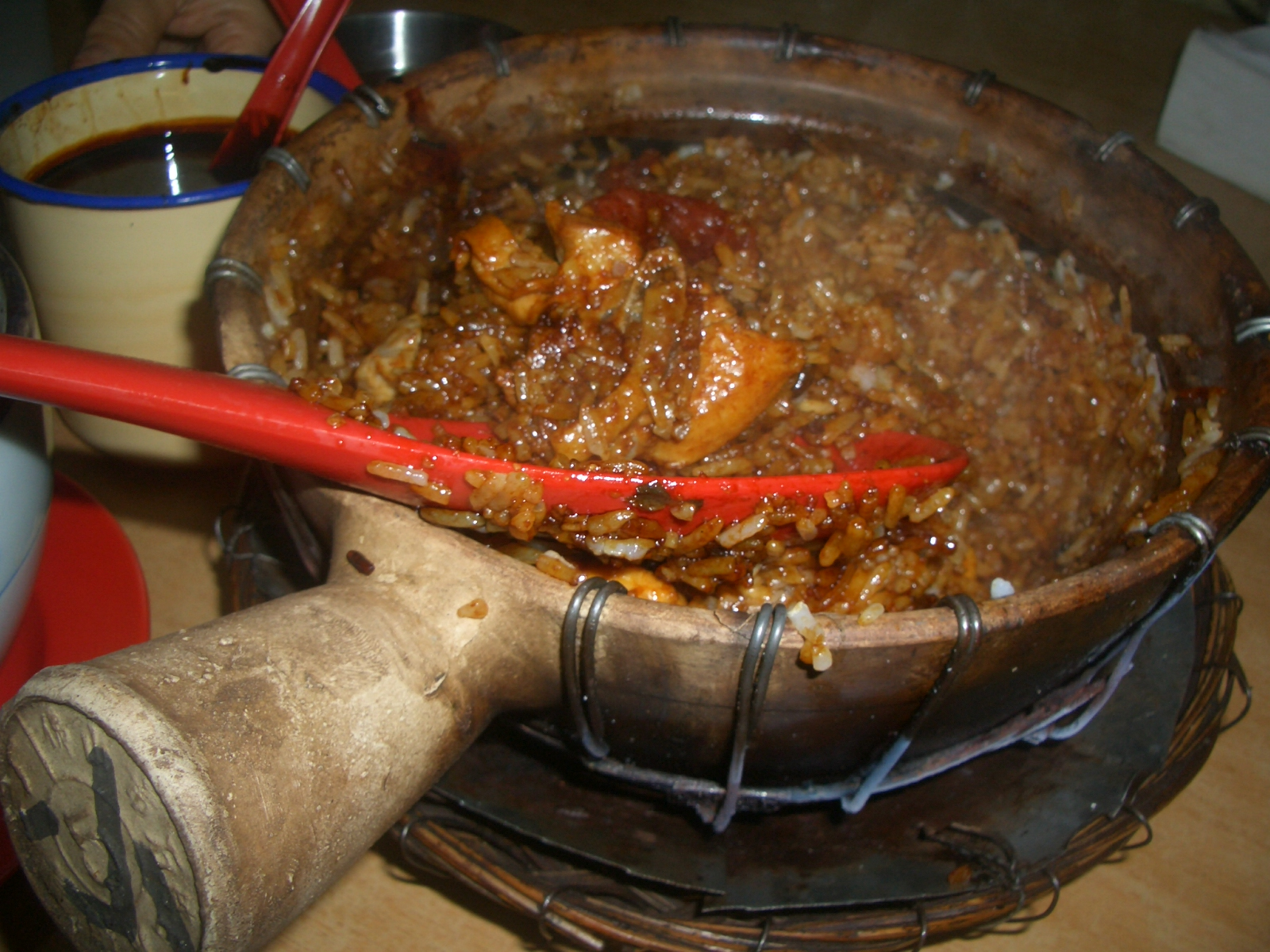
Cazuela de pollo y arroz.

La cazuela de pollo y arroz (en chino, 瓦煲雞飯 o 煲仔飯瓦煲雞飯) es un plato que suele tomarse para cenar en las regiones del sur de China, Singapur y Malasia. Típicamente se sirve con salchicha china y verduras. Lo más frecuente es cocinar el arroz en la cazuela, añadiéndose después ingredientes cocinados como pollo en dados y salchicha china. Tradicionalmente la cocción se hace sobre carbón, lo que da al plato un aroma distintivo. En algunos lugares se sirve con salsa de soja oscura y pescado seco. El pescado en salazón mejora el sabor del plato, según las preferencias del comensal. Debido al mucho tiempo que exige su preparación a fuego lento en la olla de barro, los clientes pueden tener que esperar (típicamente de 15 a 30 minutos) a que el plato esté preparado.
En Chile existe un platillo del mismo nombre pero de diferente aspecto y preparación, es considerada como cazuela para el verano. Se pica la cebolla en cuadritos y se fríe en aceite caliente con ají color, sal, orégano y pimienta, el pollo cortado en presas se dora en la fritura anterior, se le agrega 2 1/2 litros de agua para cocer a fuego lento. Se incorporan papas, arvejas, zapallo, porotos verdes, pimiento cortado en tiras, choclo en rebanadas y tres cucharadas de arroz. cuando todo esté blando se sirve y se espolvorea perejil y ají verde picado en el platillo listo.